# Муниципальная библиотека Гренобля
Муниципальная библиотека Гренобля (фр. Bibliothèque municipale de Grenoble) — публичная библиотека во Франции, расположенная в городе Гренобль (департамент Изер).

## История
Идея создания библиотеки возникла в сентябре 1771 года после смерти епископа Жана де Коле, который оставил в наследство маркизу де Граммону свою библиотеку из 33 644 книг. Чтобы выкупить библиотеку епископа, был открыт сбор денег. 11 июля 1772 года, когда было собрано 67 888 ливров, был назначен исполнительный комитет из двенадцати человек под председательством Луи де Сосена. 29 июля 1772 года библиотека епископа была выкуплена за 45 000 ливров. Оставшиеся деньги были потрачены на обустройство временного помещения. Тогда же библиотеке были пожертвованы 6000 томов, хранившихся в ратуше.
В 1777 и 1779 годах отделу древностей библиотеки были переданы древнеегипетские артефакты, среди которых саркофаг и канопы. Обязанности помощника директора библиотеки в то время исполнял Жан-Франсуа Шампольон. 
В 1800 году библиотека была размещена в здании Центральной школы (до 1796 года — коллеж иезуитов, с 1803 года — лицей)
11 июня 1860 года муниципальный совет во главе с мэром Эженом Гайяром проголосовал за строительство нового здания для библиотеки. Строительные работы начались в мае 1864 года. Новое здание, названное музеем-библиотекой, было спроектировано архитектором Шарлем-Огюстом Кестелем на площади Конституции (ныне площадь Верден) и открылось для публики в 1872 году. На стенах вестибюля появились мемориальные доски с именами основателей библиотеки и меценатов. Объём фонда библиотеки был увеличен втрое. С началом Первой мировой войны, когда ежегодная посещаемость составляла 15 000 читателей, библиотека была на время закрыта из-за нехватки персонала, но вскоре открыта вновь. Чтобы продемонстрировать богатство фондов библиотеки, новый хранитель Луи Руайе организовал в 1920 году выставку, посвящённую Стендалю, на которой с июля по сентябрь экспонировались рукописи, портреты и документы писателя.
В марте 1970 года Муниципальная библиотека Гренобля была перенесена в здание на бульваре Марешаль-Лиоте, где ранее располагалась университетская библиотека, а 28 ноября того же года открыта для читателей. 

## Современное состояние
Новое здание библиотеки построено в 1955—1959 годах по проекту архитектора Жана Бенуа (1900—1976) и занимает площадь 10 161 квадратный метр. Объём фонда составляет около 800 000 единиц. В библиотеке хранятся документы, имеющие отношение к исторической области Дофине и региону Овернь — Рона — Альпы.
С 2003 года библиотека в сотрудничестве с городскими культурными учреждениями организует ежегодное мероприятие Printemps du livre (с фр. — «Книжная весна»), в рамках которого проводятся встречи, чтения, круглые столы, шоу, выставки, семинары.